# Xã Meade, Quận Mason, Michigan
Xã Meade (tiếng Anh: Meade Township) là một xã thuộc quận Mason, tiểu bang Michigan, Hoa Kỳ. Năm 2010, dân số của xã này là 181 người.